# Neoplocaederus purpuripennis
Neoplocaederus purpuripennis es una especie de escarabajo longicornio del género Neoplocaederus, tribu Cerambycini, subfamilia Cerambycinae. Fue descrita científicamente por Gahan en 1890.

## Descripción
Mide 23-28 milímetros de longitud.

## Distribución
Se distribuye por Sudáfrica.